# Connemara-Pony
Connemara-Ponys sind irische Reitponys. Ihre Heimat, die Landschaft Connemara, liegt im äußersten Westen Irlands. Sie ist feucht, karg und auch heute noch von Menschen nur dünn besiedelt. Aber seit vielen Jahrhunderten leben dort kleine Pferde halbwild in den torfigen Sümpfen und Geröllhängen. Diese Ponys wurden schon immer wegen ihrer Genügsamkeit, Gesundheit und Zuverlässigkeit geschätzt.
Hintergrundinformationen zur Pferdebewertung und -zucht finden sich unter: Exterieur, Interieur und Pferdezucht.

## Exterieur
Connemara-Ponys sind meist zwischen 138 cm und 153 cm Stockmaß groß. Die meisten Connemara sind Schimmel. Es kommen alle Grundfarben (Braune, Rappen, Schimmel und Füchse) vor. Außerdem gibt es Isabellen und gelegentlich stichelhaarige Pferde. Falben kommen nicht vor.
Das Connemara ist kräftig gebaut und gut proportioniert. Es hat einen mittelgroßen trockenen Kopf mit mittelgroßen Ohren und großen Augen, schräge und lange Schultern, einen gut ausgeformten Widerrist und Rücken mit guter Sattellage, klare Beine, trockene Gelenke und harte Hufe sowie einen Röhrbeinumfang von 18 bis 21 cm.
Es verfügt über einen guten Schritt, taktreinen, schwungvollen und energischen Trab, sowie einen raumgreifenden Galopp.

## Interieur
Connemara-Ponys sind sehr wendige und zuverlässige Reitponys. Sie sind sehr vielseitig einsetzbar: Sie eignen sich besonders gut zum Springreiten und für Geländeritte, werden aber auch als Dressur- und Therapiepferde oder Kutschpferde eingesetzt.

## Zuchtgeschichte

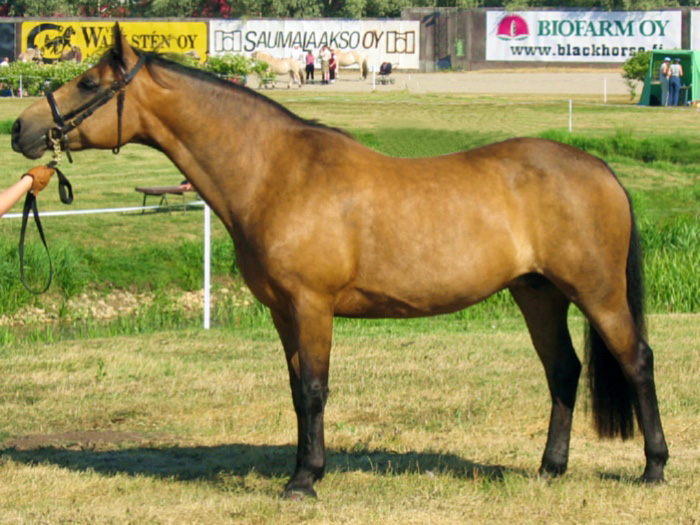
Connemara-Stute

Wegen der Kreuzung mit verschiedenen Pferderassen (Berber, Araber, Welsh-Ponys, Englisches Vollblut, aber auch Kaltblut-Rassen) sind die Connemara-Ponys im Erscheinungsbild nicht eindeutig. Es gibt heute drei Typen von Connemara-Ponys:
- der Eastern-Typ (östlicher Typ): diese Ponys sind zierlich und den Arabern im Aussehen ähnlich
- der Irish-Draught-Typ: größerer und zugleich kräftigerer Typ
- der Clifden-Typ: Clifden-Ponys haben noch die typischen Ponymerkmale und erinnern an das yellow old pony mit der früher häufigen Falbenfarbe (Braunisabellen)

Das wohl berühmteste Pferd mit Connemara-Blut bis zur heutigen Zeit dürfte Stroller gewesen sein, ein irisches Hunter-Pony. Zwar ist seine Abstammung nicht genau belegt, doch führte er wahrscheinlich 50 % Connemara-Blut. Mit seinen nur 145 cm (andere Quellen sprechen von 155 cm) Stockmaß errang er 1968 bei den Olympischen Spielen in Mexiko unter seiner Reiterin Marion Mould die Silbermedaille im Einzelspringen. Zwei Jahre später gelang ihm eine noch enormere Leistung: Stroller gewann das wohl schwerste Springen der Welt, das Deutsche Spring-Derby, mit null Fehlerpunkten. Das kleine Springwunder starb 1986 im Alter von 36 Jahren.